# كامل اغالاروف
كامل اغالاروف (بالروسية: Камиль Агабекович Агаларов)‏ (11 يونيو 1988 بمحج قلعة في روسيا - ) هو لاعب كرة قدم روسي في مركز الوسط. شارك مع منتخب روسيا الثاني لكرة القدم. أما مع النوادي، فقد لعب مع أنجي محج قلعة ونادي دينامو الداغستاني ونادي روستوف وFC Chernomorets Novorossiysk ‏ وFC Dagdizel Kaspiysk ‏ وFC Anzhi-2 Makhachkala ‏.

## وصلات خارجية
- كامل اغالاروف على موقع الاتحاد الأوربي (الإنجليزية)
- كامل اغالاروف على موقع قاعدة بيانات كرة القدم.إي يو (الإنجليزية)
- كامل اغالاروف على موقع Soccerway.com (الإنجليزية)
- كامل اغالاروف على موقع AS.com (الإسبانية)